# Лі Цзюньсю
Лі Цзюньсю (кит.: 李遵頊; піньїнь: Lǐ Zūnxū), храмове ім'я Шеньцзун (кит.: 神宗; піньїнь: Shénzōng; 1163–1226) — восьмий імператор Західної Ся.

## Правління
Прийшов до влади 1211 року, здійснивши переворот проти свого родича, імператора Лі Аньцюаня.
Продовжив політику свого попередника щодо воєнних дій проти держави Цзінь, незважаючи на поразки та значні втрати.
Всередині держави економіка занепадала, а невдоволення населення збільшенням податків зростало.
Лі Цзюньсю не дослухався до порад своїх наближених щодо миру з Цзінь, що призвело до подальшого руйнування Західної Ся.
1123 року він передав владу своєму сину Лі Девану. Лі Цзюньсю помер за три роки.